# کارزار ضد پایگاه‌ها
کارزار ضد پایگاه‌ها (به انگلیسی: Anti-Bases Campaign)، سازمان صلحی است که برای برچیدن پایگاه‌های نظامی خارجی و تجهیزات اطلاعاتی در نیوزیلند، و بسته شدن دفتر امنیت ارتباطات حکومت، مبارزه می‌کند.
از هنگام انتشار گزارش پژوهشگر صلح (ISSN 1173-2679) و افشای کارکرد پایگاه وایهوپای در سال ۱۹۸۳ (میلادی) کارزار ضد پایگاه‌ها، هر سال به صورت منظم در محل آن پایگاه، تظاهرات برگزار می‌کند.
این کارزار را اوون ویلکس بنیان گذاشت. بر پایه نیوزیلند هرالد: «ادعاهای ویلکس در اوایل دهه ۱۹۸۰ (میلادی) که مرکز ارتباطی در پایگاه تانگی‌موآنا در جنوب جزیره شمالی نیوزیلند، در اصل، یک پایگاه شنود الکترونیک و بخشی از شبکه نظارت جهانی ایالات متحده آمریکا (اشلون) است به سرعت از سوی حکومت نیوزیلند رد شد. تا به امروز، کنشگران، خواستار بسته‌شدن پایگاه وایهوپای (در نزدیکی بلنیم در جزیره جنوبی) و تانگی‌موآنا (در نزدیکی پالمرستون نورث) هستند».